# Bibimys torresi
El ratón isleño de hocico rosado (Bibimys torresi) es una especie de roedor del género Bibimys de la familia Cricetidae. Habita en el centro-este del Cono Sur de Sudamérica.

## Taxonomía
Esta especie fue descrita originalmente en el año 1979 por el zoólogo argentino Elio Massoia, al mismo tiempo que hizo lo propio con el género el cual integra.
El término específico es un epónimo.
Localidad tipo
La localidad tipo referida es: “Argentina, provincia de Buenos Aires, delta del río Paraná, en la confluencia del arroyo Las Piedras con el arroyo Cucarachas, partido de Campana, Estación Experimental del INTA, Canal 6” (ha sido refinada en 1996).

## Distribución geográfica y hábitat
Este roedor sería endémico del centro-este de la Argentina, con distribución en el nordeste de Buenos Aires y sur de Entre Ríos, habitando en ambientes de bosques hidrófilos, selvas en galería y humedales ribereños de las islas del delta del río Paraná y riberas del Río de la Plata. Forma una asociación típica con Oligoryzomys nigripes, Scapteromys aquaticus, Deltamys kempi y un elevado número de Oligoryzomys flavescens.
Durante el Holoceno su distribución estaba más extendida, ya que alcanzaba el sudeste de Buenos Aires, con registros de la cueva Tixi y de Centinela del Mar, ambos en el partido de General Alvarado.

## Conservación
Según la organización internacional dedicada a la conservación de los recursos naturales Unión Internacional para la Conservación de la Naturaleza (IUCN), al tener una distribución poco extendida y sufrir algunas amenazas, la clasificó como una especie “casi amenazada” en su obra: Lista Roja de Especies Amenazadas.